# Chelonogastra elongatula
Chelonogastra elongatula är en stekelart som beskrevs av Charles Thomas Brues 1924. Chelonogastra elongatula ingår i släktet Chelonogastra och familjen bracksteklar. Inga underarter finns listade i Catalogue of Life.